# Amazon MGM Studios
Amazon MGM Studios (in precedenza Amazon Studios) è una casa di produzione e distribuzione cinematografica e televisiva statunitense sussidiaria di Amazon.com.

## Storia
Il 16 novembre del 2010 Amazon lancia Amazon Studios con l'intento di scoprire nuovi talenti e sviluppare lungometraggi. Insieme alla creazione dello studio, Amazon ha annunciato un accordo con la Warner Bros. per la coproduzione dei propri film. Nel 2012 ha pubblicato la sua prima e unica serie di fumetti, Blackburn Burrow come download gratuito. All'interno del fumetto c'era un sondaggio che consentiva allo studio di raccogliere feedback per determinare se valesse la pena adattarlo in un film. Nel settembre 2012, Amazon Studios aveva ricevuto più di 10 000 candidature per sceneggiature di lungometraggi. Alla fine del 2016, ha riorganizzato la sua divisione cinematografica in Prime Movies.
Nel luglio 2015 Amazon ha annunciato di aver acquisito il nuovo film di Spike Lee Chi-Raq, come primo film originale di Amazon. Il 27 luglio 2017 è stato annunciato che, a partire dall'uscita di dicembre 2017 La ruota delle meraviglie - Wonder Wheel, Amazon Studios avrebbe anche distribuito autonomamente le proprie produzioni: in precedenza si era sempre affidata a studi esterni per distribuire i propri progetti. La società ha anche acquisito i diritti televisivi globali di Il Signore degli Anelli per 250 milioni di dollari. Tuttavia, Amazon ha ancora clienti di distribuzione esterni al di fuori degli Stati Uniti, come Elevation Pictures in Canada, Warner Bros. e StudioCanal nel Regno Unito e in Francia. Nell'aprile 2018 ha annunciato che non avrebbe più accettato l'invio di sceneggiature.
Nel maggio 2021, Amazon ha avviato trattative per acquisire Metro-Goldwyn-Mayer. Il 26 maggio 2021 è stato annunciato che lo studio sarebbe stato acquisito da Amazon per 8,45 miliardi di dollari, previa approvazione normativa, continuando a operare come etichetta insieme ad Amazon Studios e Amazon Prime Video. Nel settembre 2021, è stato annunciato che Brian Otaño ha firmato un accordo con Amazon Studios. Sempre a settembre, Eddie Murphy ha firmato un contratto cinematografico con Amazon Studios. Nell'ottobre 2021, AGBO ha firmato un contratto per tre film con Amazon che include un reboot di Poltergeist, Battle of the Planets e The Electric State. Il 17 marzo 2022 viene annunciata ufficialmente l'acquisizione di Metro-Goldwyn-Mayer e di tutte le sue proprietà (MGM Television, United Artists, Orion Pictures).